# Skisprung-Grand-Prix 1998
Der Skisprung-Grand-Prix 1998 (offizielle Bezeichnung: FIS Grand Prix Skispringen 1998) war eine vom Weltskiverband FIS zwischen dem 9. August und dem 13. September 1997 ausgetragene Sommer-Wettkampfserie im Skispringen. Der an fünf verschiedenen Orten in Europa und Asien ausgetragene Grand-Prix bestand aus sechs Einzelwettbewerben. Den Sieg in der Gesamtwertung konnte der Japaner Masahiko Harada vor seinem Landsmann Kazuyoshi Funaki und dem Deutschen Martin Schmitt erringen.

## Ergebnisse und Wertungen

### Grand-Prix Übersicht
| Datum              | Austragungsort | Schanze                 | Bemerkung | Sieger           | Zweiter          | Dritter                                 |
| ------------------ | -------------- | ----------------------- | --------- | ---------------- | ---------------- | --------------------------------------- |
| 9. August 1998     | Stams          | Brunnentalschanze K 105 |           | Masahiko Harada  | Martin Schmitt   | Kazuyoshi Funaki                        |
| 11. August 1998    | Predazzo       | Trampolino dal Ben K 90 |           | Masahiko Harada  | Janne Ahonen     | Martin Schmitt                          |
| 14. August 1998    | Courchevel     | Tremplin du Praz K 120  |           | Nicolas Dessum   | Janne Ahonen     | Martin Schmitt                          |
| 16. August 1998    | Hinterzarten   | Adlerschanze K 90       |           | Masahiko Harada  | Janne Ahonen     | Hansjörg Jäkle Alexander Herr           |
| 12. September 1998 | Hakuba         | Hakuba-Schanzen K 120   |           | Kazuyoshi Funaki | Masahiko Harada  | Martin Schmitt                          |
| 13. September 1998 | Hakuba         | Hakuba-Schanzen K 120   |           | Masahiko Harada  | Kazuyoshi Funaki | Reinhard Schwarzenberger Martin Schmitt |

### Wertungen
| Rang | Name                     | Punkte |
| ---- | ------------------------ | ------ |
| 01.  | Masahiko Harada          | 520    |
| 02.  | Kazuyoshi Funaki         | 350    |
| 03.  | Martin Schmitt           | 342    |
| 04.  | Janne Ahonen             | 290    |
| 05.  | Nicolas Dessum           | 231    |
| 06.  | Andreas Goldberger       | 215    |
| 07.  | Noriaki Kasai            | 162    |
| 08.  | Reinhard Schwarzenberger | 161    |
| 09.  | Sven Hannawald           | 157    |
|      | Mika Laitinen            | 157    |
| 11.  | Hansjörg Jäkle           | 131    |
| 12.  | Bruno Reuteler           | 130    |
| 13.  | Alexander Herr           | 125    |
| 14.  | Martin Höllwarth         | 113    |
|      | Hideharu Miyahira        | 113    |
| 16.  | Roland Audenrieth        | 095    |
| 17.  | Sylvain Freiholz         | 091    |
| 18.  | Marco Steinauer          | 079    |
| 19.  | Hiroya Saitō             | 072    |
| 20.  | Lasse Ottesen            | 069    |

| Rang | Name              | Punkte |
| ---- | ----------------- | ------ |
| 21.  | Primož Peterka    | 068    |
| 22.  | Takanobu Okabe    | 062    |
| 23.  | Henning Stensrud  | 059    |
| 24.  | Stefan Horngacher | 054    |
| 25.  | Ronny Hornschuh   | 049    |
| 26.  | Dirk Else         | 045    |
| 27.  | Matthias Wallner  | 040    |
| 28.  | Jin’ya Nishikata  | 035    |
| 29.  | Kazuya Yoshioka   | 030    |
| 30.  | Roar Ljøkelsøy    | 029    |
| 31.  | Roberto Cecon     | 027    |
|      | Jani Soininen     | 027    |
|      | Michael Uhrmann   | 027    |
| 34.  | Ville Kantee      | 021    |
| 35.  | Ivan Lunardi      | 017    |
| 36.  | Michal Doležal    | 016    |
| 37.  | Olav Magne Dønnem | 015    |
| 38.  | Masayuki Satō     | 014    |
| 39.  | Espen Bredesen    | 011    |
| 40.  | Jakub Sucháček    | 010    |

| Rang | Name                  | Punkte |
| ---- | --------------------- | ------ |
| 41.  | Maxime Belleville     | 009    |
|      | Jakub Janda           | 009    |
|      | Wolfgang Loitzl       | 009    |
|      | Andreas Widhölzl      | 009    |
| 45.  | Choi Heung-chul       | 008    |
| 46.  | Akira Higashi         | 006    |
|      | Frank Löffler         | 006    |
| 48.  | Lucas Chevalier-Girod | 005    |
| 49.  | Kim Hyun-ki           | 004    |
|      | Wojciech Skupień      | 004    |
| 51.  | Morten Ågheim         | 003    |
|      | Łukasz Kruczek        | 003    |
|      | Kazuhiro Nakamura     | 003    |
| 54.  | Georg Späth           | 002    |
| 55.  | Jérôme Gay            | 001    |
|      | Lauri Hakola          | 001    |
|      | Jussi Hautamäki       | 001    |
|      | Kenji Suda            | 001    |